# 1092
Високе Середньовіччя •  Золота доба ісламу •  Реконкіста •  Київська Русь

## Геополітична ситуація
Візантію очолює Олексій I Комнін. Генріх IV є імператором Священної Римської імперії, а Філіп I — королем Франції.
Апеннінський півострів розділений між численними державами: північ належить Священній Римській імперії, середню частину займає Папська область, південна частина півострова окупована норманами. Деякі міста півночі: Венеція, Піза, Генуя, мають статус міст-республік.
Південь Піренейського півострова захопили Альморавіди. Північну частину півострова займають християнські Кастилія, Леон (Астурія, Галісія), Наварра, Арагон та Барселона. Королем Англії є Вільгельм II Рудий. Олаф III є королем Норвегії, а Олаф I королем Данії.
У Київській Русі княжить Всеволод Ярославич, а у Польщі Владислав I Герман. На чолі королівства Угорщина стоїть Ласло I.
Аббасидський халіфат очолює аль-Муктаді під патронатом сельджуків, які окупували Персію та Малу Азію, в Єгипті владу утримують Фатіміди, у Магрибі панують Альморавіди, у Середній Азії правлять Караханіди, Газневіди втримують частину Індії. У Китаї продовжується правління династії Сун. На півдні Індії домінує Чола. В Японії триває період Хей'ан.

## Події
- Після смерті перемиського князя Рюрика Ростиславича у Перемишлі почав княжити Володар Ростиславич.
- Половці захопили три фортеці на Сулі.
- Імператор Священної Римської імперії Генріх IV припинив облогу Каносси, яку обороняла Матильда Тосканська, під тиском коаліції ломбардських міст. Він покинув Італію, залишивши там свого сина Конрада, який, утім, перейшов на бік Матильди.
- Малкольм, король Шотландії, визнав себе васалом англійського короля Вільгельма II. Вільгельм анексував у Стратклайду Камбрію.
- Король франків Філіп I одружився з Бертрад де Монфор, прогнавши свою дружину Берту Голландську, що згодом стало причиною його відлучення від церкви.
- Кастильський король Альфонсо VI при підтримці Пізи та Генуї розпочав військові дії проти Альморавідів та валенсійського полководця Сіда Кампеадора. Коли Сід Кампеадор покинув Валенсію і поїхав у Сарагосу, у місті взяли гору прихильники Альморавідів.
- Граф Рожер I Сицилійський відновив замок Балсільяно і дарував його чернечому ордену бенедиктинців.
- Князем Богемії став спочатку Конрад I, а потім Бржетіслав II.
- Убито сельджуцького візира Незама уль-Мулька або асасинами або за велінням султана Малік-шаха.
- Убито сельджуцького султана Малік-шаха. Після його смерті султанат Сельджукідів розпався на чотири частини.
- Султаном Румського султанату проголосив себе Килич-Арслан I.
- Церковний собор у Суассоні визнав єретичним учення номіналіста Росцеліна.